# 河田鸡
河田鸡为福建的一个肉鸡品种。主要分布于福建省长汀县和上杭县，属于肉用品种。河田鸡被列入《中国家禽品种志》、国家级畜禽遗传资源保护名录及中国地理标志产品，长汀县河田鸡保种场为国家级保种场。
河田鸡起源于福建长汀县河田镇，故得名。
河田鸡的公鸡有“三黄三黑三叉冠”的体貌特征。三黄指嘴、皮肤及脚均为黄色，三黑指颈部的一圈黑毛、两个翅尖的半黑扁毛及尾端的黑绿色毛，三叉冠指顶端呈三叉形的鸡冠。
河田鸡成熟期一般在四个月以上，主要食物为稻谷、玉米等。
河田鸡肉质鲜美，以其制作的白斩鸡是长汀的一道名菜。